# Liga de Rugby del Atlántico
La Liga de Rugby del Atlántico, (LRA) es el ente encargado del desarrollo y promoción del rugby en el Atlántico por medio de la realización y organización de torneos dentro del departamento, también se encuentra afiliada a la Federación Colombiana de Rugby.

## Actualidad
La Liga tiene la sede principal en Barranquilla, se encuentra en constante crecimiento gracias al continuo apoyo brindado por cada club posicionado, además la integración de nuevos clubes a ella ha fortalecido el desarrollo de este deporte en el departamento.

## Torneos de la liga
Con el fin de incitar e impulsar el deporte en la región la Liga de rugby del Atlántico ha organizado distintos torneos internos donde la participación de los clubes ha sido total, y gracias a esto se ha evidenciado el rápido fortalecimiento de este deporte en el departamento. Los torneos organizados por la liga a la fecha han sido:
- Primer torneo interno liga de rugby del Atlántico,  "PUERTA DE ORO"
- Segundo torneo interno liga de rugby del Atlántico,  "Gustavo Rocha"
- Torneo de juveniles (M18, M16) masculino y femenino Rugby 7's,  "Lucas Caro Gomez"

## Equipos
Los clubes afiliados a la Liga de rugby del Atlántico son a la fecha:

### Clubes Masculinos
- Mokaná R.C.
- Kamash Rugby Club
- Zorros Rugby Club
- Gorilas R.C.
- Spartans R.C.
- Uniatlantico R.C.
- Rhinox R.C.

#### Clubes Femeninos
- Mokaná R.C.
- Kamash Fem
- Abadas
- Vulpinas
- Gorilas R.C.
- Spartans R.C.
- Uniatlantico R.C.
- Rhinox R.C.

## La Selección Atlántico
La liga de Rugby del Atlántico cuenta con su gran selección, se le conoce como "Cayenas", la cual para el año 2023 se posiciona como una de las mejores del país obteniendo la clasificación en ambas ramas a los Juegos Deportivos Nacionales 2023 el cual se disputarán en el eje cafetero; es la primera vez que el departamento clasifica a este certamen con el Rugby.

## Rugby Universitario
El rugby universitario en el Atlántico logró su primera aparición gracias al arduo trabajo desarrollado por las distintas universidades para motivar a los jóvenes del departamento y formar sus propios equipos. Actualmente se cuentan con equipos consolidados en cada universidad y cuya participación ha sido notoria en los diferentes eventos y torneos que se realizan en la región.

### Torneos Rugby Universitario
- Juegos Universitarios "ASCUN"

### Universidades con equipo de rugby
- Universidad del Atlántico
- Universidad Autónoma del Caribe
- Universidad Libre
- Universidad del Norte
- Universidad Simón Bolívar